# Championnat d'Europe féminin de rugby à sept
Ne doit pas être confondu avec Championnat d'Europe de rugby à sept.
 (mai 2015).
Si vous disposez d'ouvrages ou d'articles de référence ou si vous connaissez des sites web de qualité traitant du thème abordé ici, merci de compléter l'article en donnant les références utiles à sa vérifiabilité et en les liant à la section « Notes et références ».
Le championnat d'Europe féminin de rugby à sept est une compétition européenne annuelle de rugby à sept organisée par Rugby Europe.

## Identité

### Dénomination
Il est connu suivant les années en tant que FIRA European Seven's de 2003 à 2010, Rugby Europe Women's Seven's Grand Prix Series de 2011 à 2019, puis Rugby Europe Women's Sevens Championship Series depuis 2021.

### Logo

Évolution du logo
Logo des Women's Seven's Grand Prix Series.
Logo des Sevens Championship Series depuis 2021.

## Palmarès

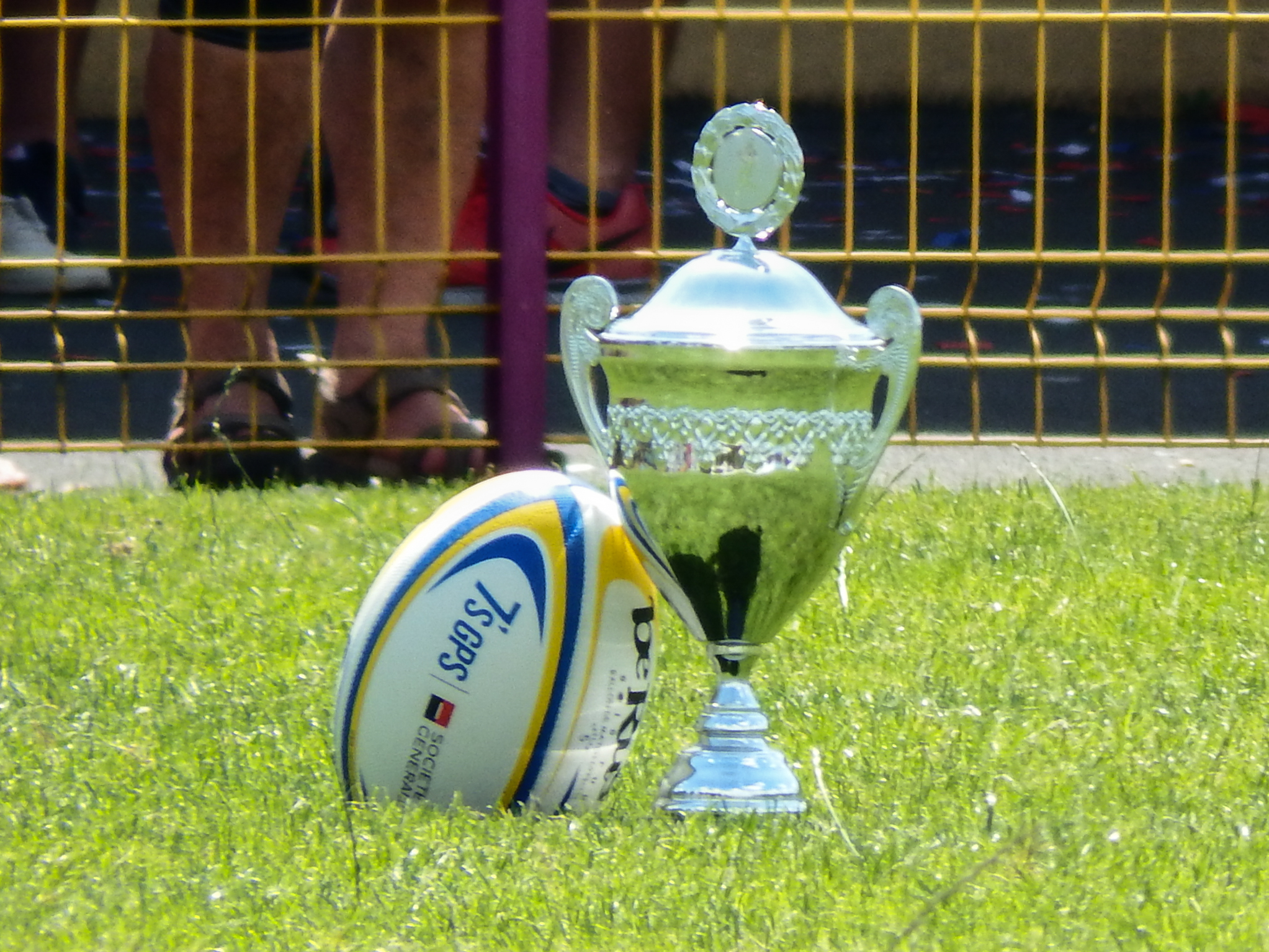
Trophée des Grand Prix Series avec le ballon de l'édition 2015.

| Année | Champion   | Deuxième   | Troisième |
| ----- | ---------- | ---------- | --------- |
| 2003  | Espagne    | France     | Suisse    |
| 2004  | Angleterre | Italie     | France    |
| 2005  | Angleterre | Espagne    | Pays-Bas  |
| 2006  | Galles     | Angleterre | Pays-Bas  |
| 2007  | France     | Angleterre | Espagne   |
| 2008  | Angleterre | Pays-Bas   | Russie    |
| 2009  | Angleterre | Espagne    | Pays-Bas  |
| 2010  | Espagne    | Pays-Bas   | France    |

| Année | Champion                                             | Deuxième                                             | Troisième                                            |
| ----- | ---------------------------------------------------- | ---------------------------------------------------- | ---------------------------------------------------- |
| 2011  | Angleterre                                           | Espagne                                              | Pays-Bas                                             |
| 2012  | Angleterre                                           | Espagne                                              | France                                               |
| 2013  | Russie                                               | Angleterre                                           | France                                               |
| 2014  | Russie                                               | France                                               | Angleterre                                           |
| 2015  | France                                               | Russie                                               | Espagne                                              |
| 2016  | Russie                                               | France                                               | Irlande                                              |
| 2017  | Russie                                               | Irlande                                              | France                                               |
| 2018  | Russie                                               | France                                               | Irlande                                              |
| 2019  | Russie                                               | France                                               | Irlande                                              |
| 2020  | Édition annulée en raison de la pandémie de Covid-19 | Édition annulée en raison de la pandémie de Covid-19 | Édition annulée en raison de la pandémie de Covid-19 |

| Année | Champion        | Deuxième | Troisième       |
| ----- | --------------- | -------- | --------------- |
| 2021  | Russie          | Pologne  | Espagne         |
| 2022  | Pologne         | Irlande  | Écosse          |
| 2023  | France          | Espagne  | Grande-Bretagne |
| 2024  | France          | Belgique | Espagne         |
| 2025  | Grande-Bretagne | Pologne  | France          |